# FFANDANGO
FFANDANGO is het soloproject van Andrew Giddings (ex-Jethro Tull).
Eind 2007 kwam het eerste en gelijknamige album uit als online release. Alle nummers zijn instrumentaal, behalve I Can Do That.

## Tracklist
1. Magic Eye
2. The Doyles
3. Picture This
4. I Can Do That
5. The Dark Triangle
6. Weightless
7. Shapes
8. Slide
9. FiddleyDee
10. Mermaids
11. New Sandals